# Akihiro Endō
 (mai 2025).
Si vous disposez d'ouvrages ou d'articles de référence ou si vous connaissez des sites web de qualité traitant du thème abordé ici, merci de compléter l'article en donnant les références utiles à sa vérifiabilité et en les liant à la section « Notes et références ».
Pour les articles homonymes, voir Endo.
Akihiro Endō (遠藤 彰弘, Endō Akihiro) né le 18 septembre 1975 à Kagoshima est un footballeur japonais des années 1990 et 2000.

## Biographie
Akihiro Endō évolua comme milieu de terrain. Il participa avec le Japon aux jeux olympiques de 1996, il ne joua qu'un match sur les trois du Japon, contre le Brésil. Le Japon est éliminé au premier tour. 
Il joua dans deux clubs japonais : Yokohama F. Marinos et Vissel Kobe. Avec le premier, il remporta deux J-League en 1995 et en 2004, ainsi qu'une coupe de la Ligue en 2001. Il ne remporta rien avec le second.
Akihiro Endō est le frère ainé de Yasuhito Endō, footballeur japonais qui a fait la Coupe du monde de football de 2006. 

## Palmarès
- Championnat du Japon de football
  - Champion en 1995 et en 2004
  - Vice-champion en 2000 et en 2002
- Coupe de la Ligue japonaise de football
  - Vainqueur en 2001
- Supercoupe du Japon
  - Finaliste en 1996, en 2004 et en 2005